# Ангарида (печера)
Ангарида (рос. Ангарида) — печера в Архангельській області, на Біломорсько-Кулойському плато європейської півночі Росії. Печера горизонтального типу простягання. Загальна протяжність — 500 м. Глибина печери становить 7 м. Категорія складності проходження ходів печери — 1. 